# Конюшенный корпус Елагинского дворца
Конюшенный корпус Елагинского дворца — памятник архитектуры. Расположен в Санкт-Петербурге, современный адрес дома — Елагин остров, 3.
Здание расположено на Масляном лугу, в западной его части. Служебная двухэтажная постройка в форме подковы, оформленная как парадное сооружение. Между внутренним двором и лугом стоит дорическая колоннада, всего у здания два двора, вымощенных булыжником. Здание построено вместе с прочими, при перестройке территории К. И. Росси в 1818—1822 годах. В одной половине здания проживали флигель-адъютанты и свита императрицы, в другой — конюшенные офицеры, камер-казаки и конюхи. Полуциркульная часть была отведена под зерно, сено, там стояли кареты и были стойла для лошадей.
Внутри дворов стоят выполненные по эскизам Росси фонари. Северный фасад был перестроен в 1950-60е годы.
В корпусах расположены выставочные залы дворца-музея.

## Галерея

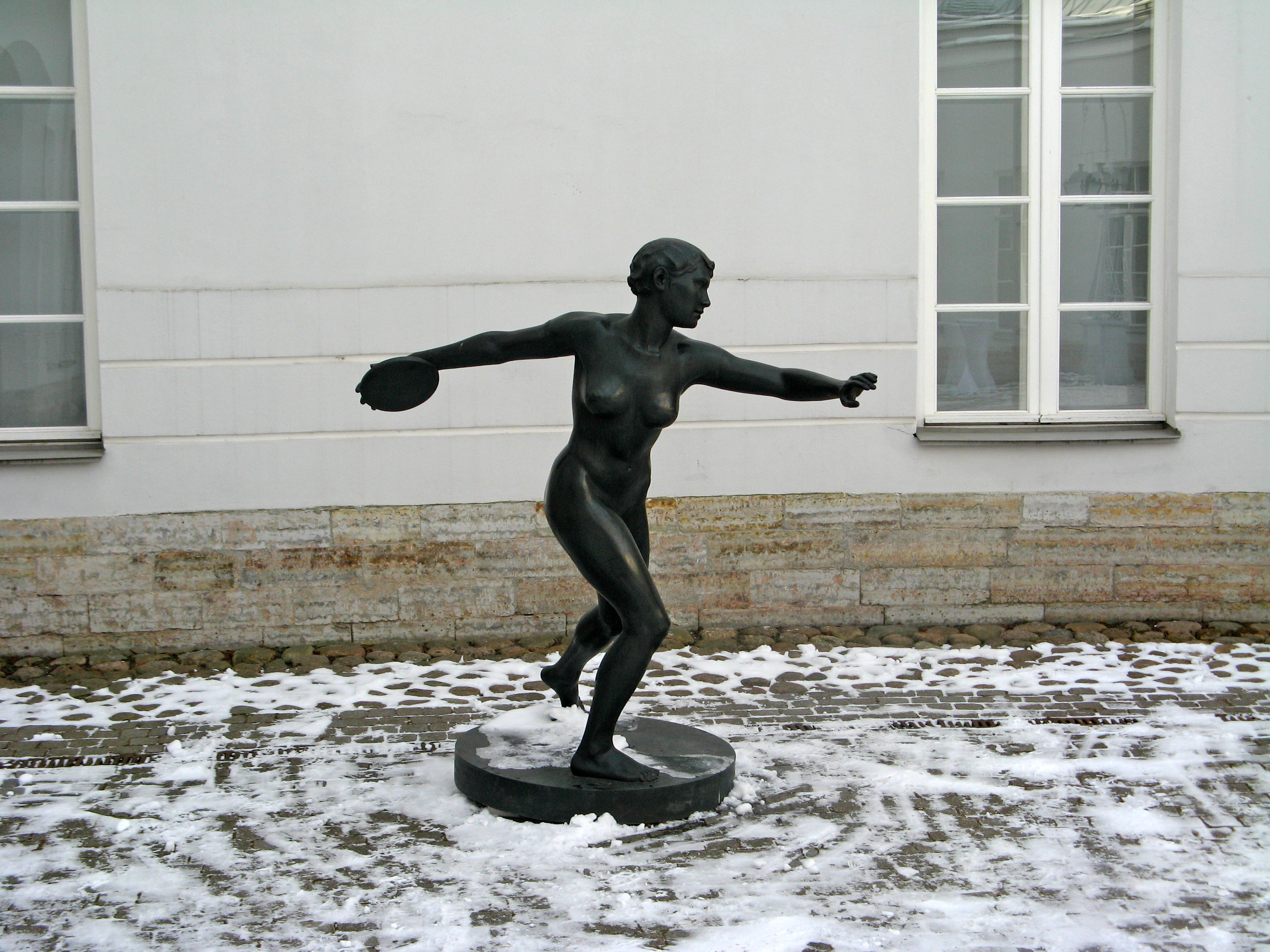
Метательница диска, статуя во дворе
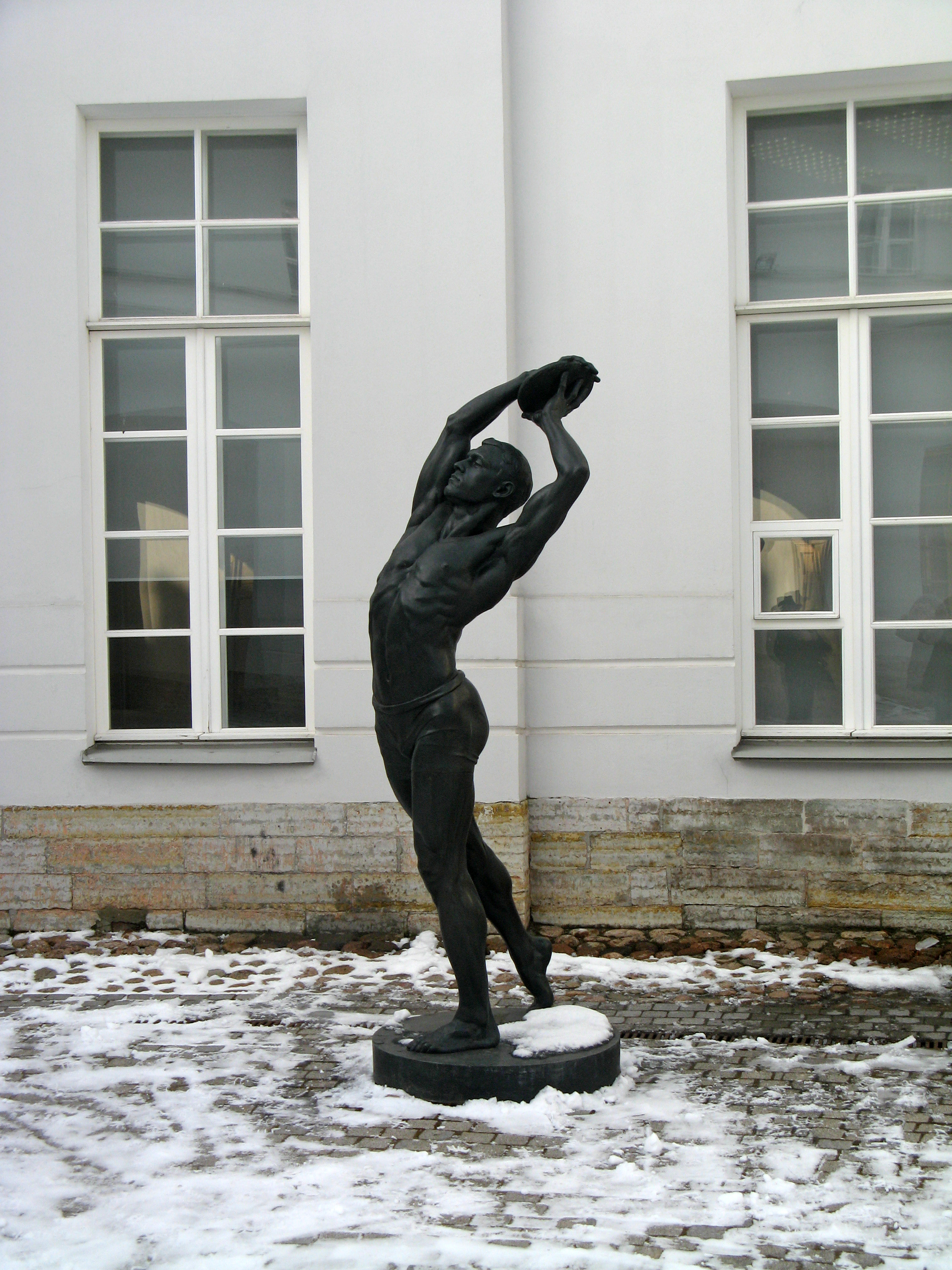
Дискобол, статуя во дворе
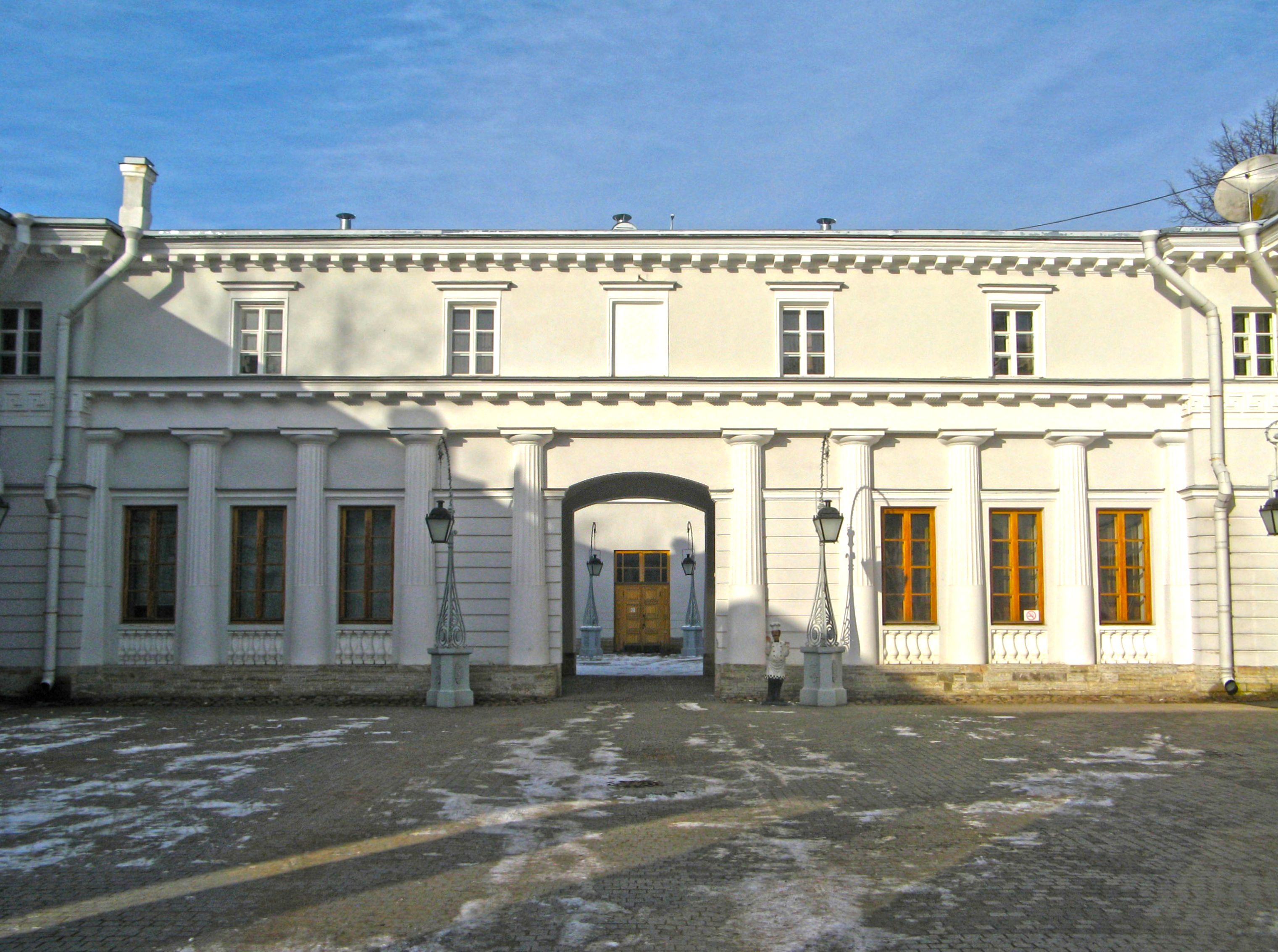
Фонари Росси